# أويو يوشان
أويو يوشان (بالصينية: 欧钰珊، ولدت في 13 يناير 2004 في قوانغشي، الصين) هي لاعبة جمباز فني صينية حصلت على الميدالية الذهبية في الجمباز الفني في دورة الألعاب الجامعية العالمية الصيفية لعام 2021، وبطلة عارضة التوازن، وبطلة الحركات الأرضية، وبطلة الفريق كجزء من فريق السيدات الصيني. كما حصلت على الميدالية البرونزية في بطولة العالم للناشئين لعام 2019 والميدالية الفضية في الفرق وحركات الأرضية. مثلت الصين في دورة الألعاب الأولمبية الصيفية 2020 وتم اختيارها للمشاركة في دورة الألعاب الأولمبية الصيفية 2024، وانضمت إلى القائمة الحصرية للاعبات الجمباز الفني الصينيات اللاتي تنافسن في دورتين أولمبيتين.